# Lauràsia

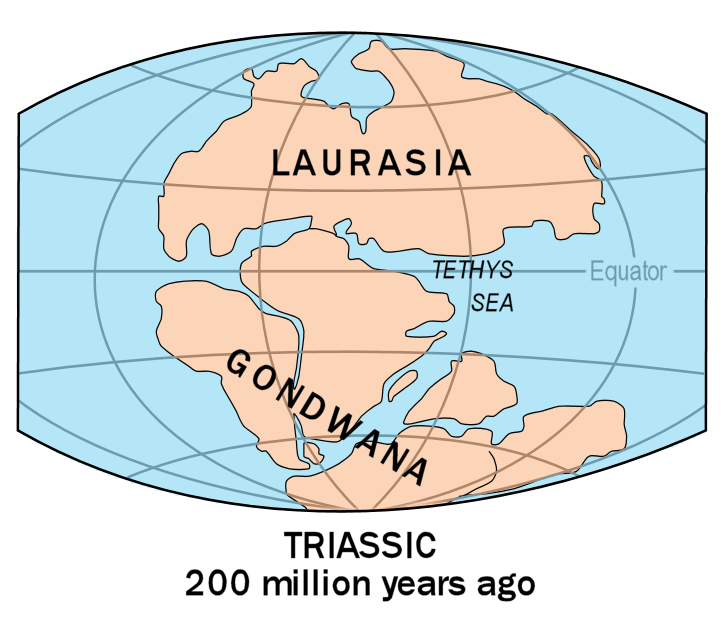
Lauràsia i Gondwana en el Triàsic

Lauràsia era un dels antics supercontinents sorgit a l'hemisferi nord al final del Juràssic producte de la desintegració del supercontintent Pangea. En el Triàsic estava gairebé separat de Gondwana, supercontinent que ocupava part de l'hemisferi sud. L'obertura del mar de Tetis va acabar de separar Lauràsia de Gondwana. Més endavant Lauràsia es va esquinçar en dues parts: Euràsia, i Laurència formada principalment per Amèrica del Nord.
Fa 135 milions d'anys Lauràsia continuava en moviment i a mesura que es desplaçava s'anava trencant. Lauràsia comprenia els actuals continents: Amèrica del Nord, Groenlàndia i Euràsia, llevat de l’Índia (subcontinent). Aquests grans fragments continentals, degut a la deriva dels continents i de tectònica de plaques, es van anar separant durant milions d'anys.
Gondwana, al seu torn, també es va eixamplar i es va dividir en els continents: Àfrica, Antàrtida, Austràlia, Amèrica del Sud i el subcontinent de l'Índia. L'actual península aràbiga va començar a separar-se d'Àfrica amb l'obertura de la mar Roja.
Les plaques continentals de l'escorça terrestre mantenen un moviment constant però alhora molt lent, a una velocitat aproximada entre 1,3 a 10 centímetres/any depenent de cada zona i continent. Al llarg del temps s'han assolit les distàncies actuals.